# Telmatobufo bullocki
Telmatobufo bullocki är en groddjursart som beskrevs av Schmidt 1952. Telmatobufo bullocki ingår i släktet Telmatobufo och familjen Calyptocephalellidae. IUCN kategoriserar arten globalt som akut hotad. Inga underarter finns listade i Catalogue of Life.